# Вольпертсвенде
Вольпертсвенде (нем. Wolpertswende) — община в Германии, в земле Баден-Вюртемберг. 
Подчиняется административному округу Тюбинген. Входит в состав района Равенсбург. Подчиняется управлению Фронройте-Вольпертсвенде.  Население составляет 4057 человек (на 31 декабря 2010 года). Занимает площадь 26,35 км².
Коммуна подразделяется на 9 сельских округов.

## Фотографии

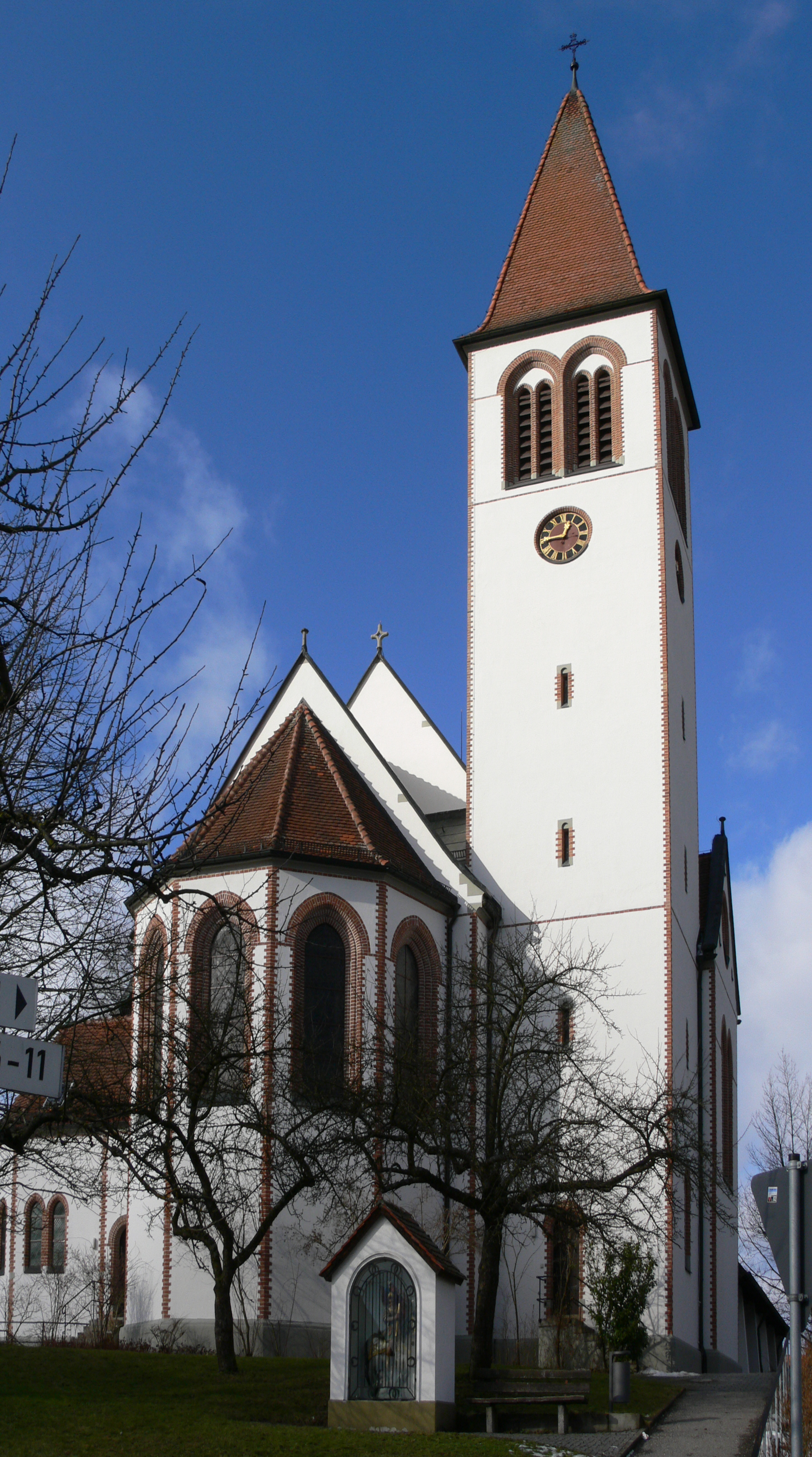
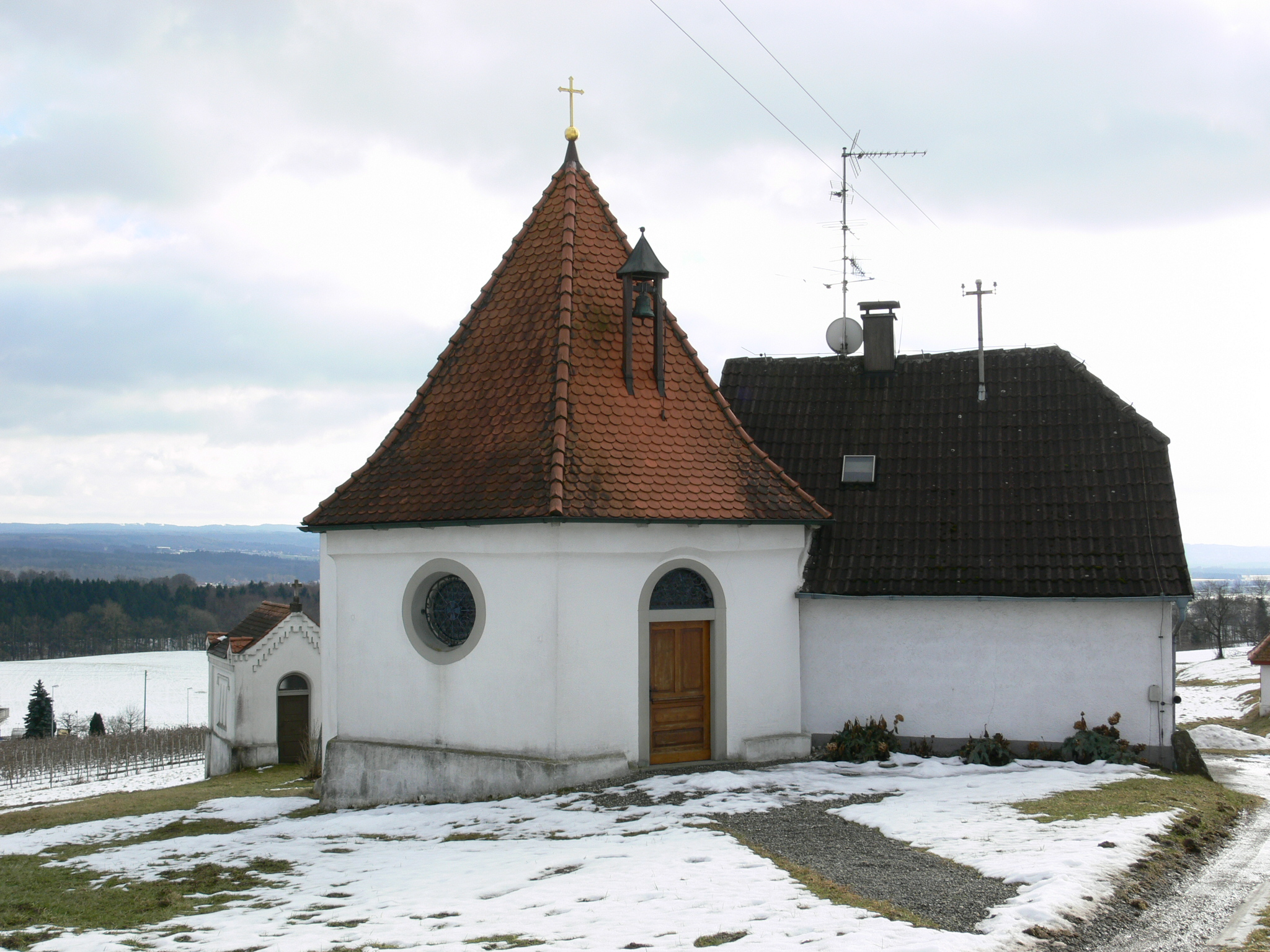
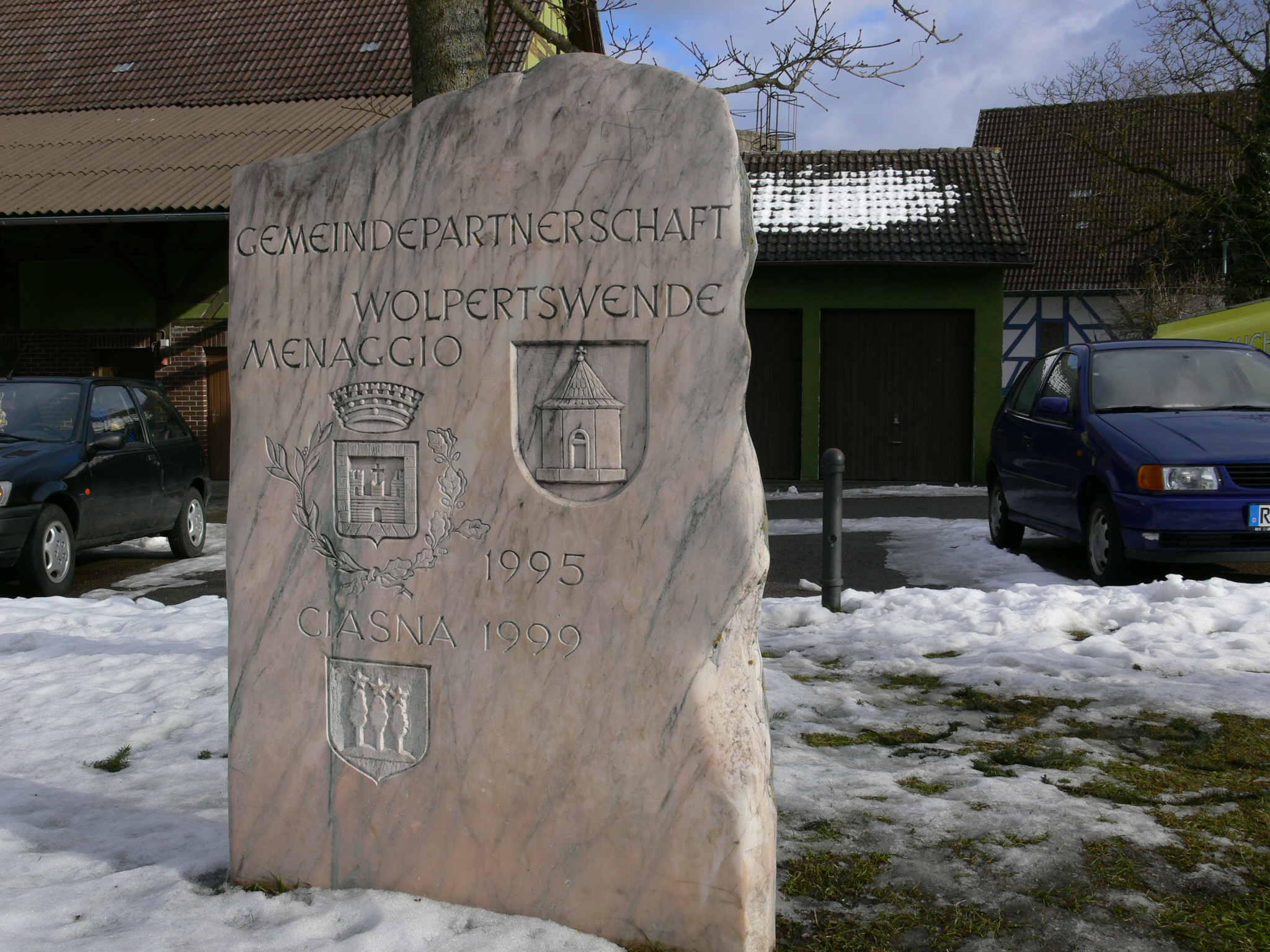
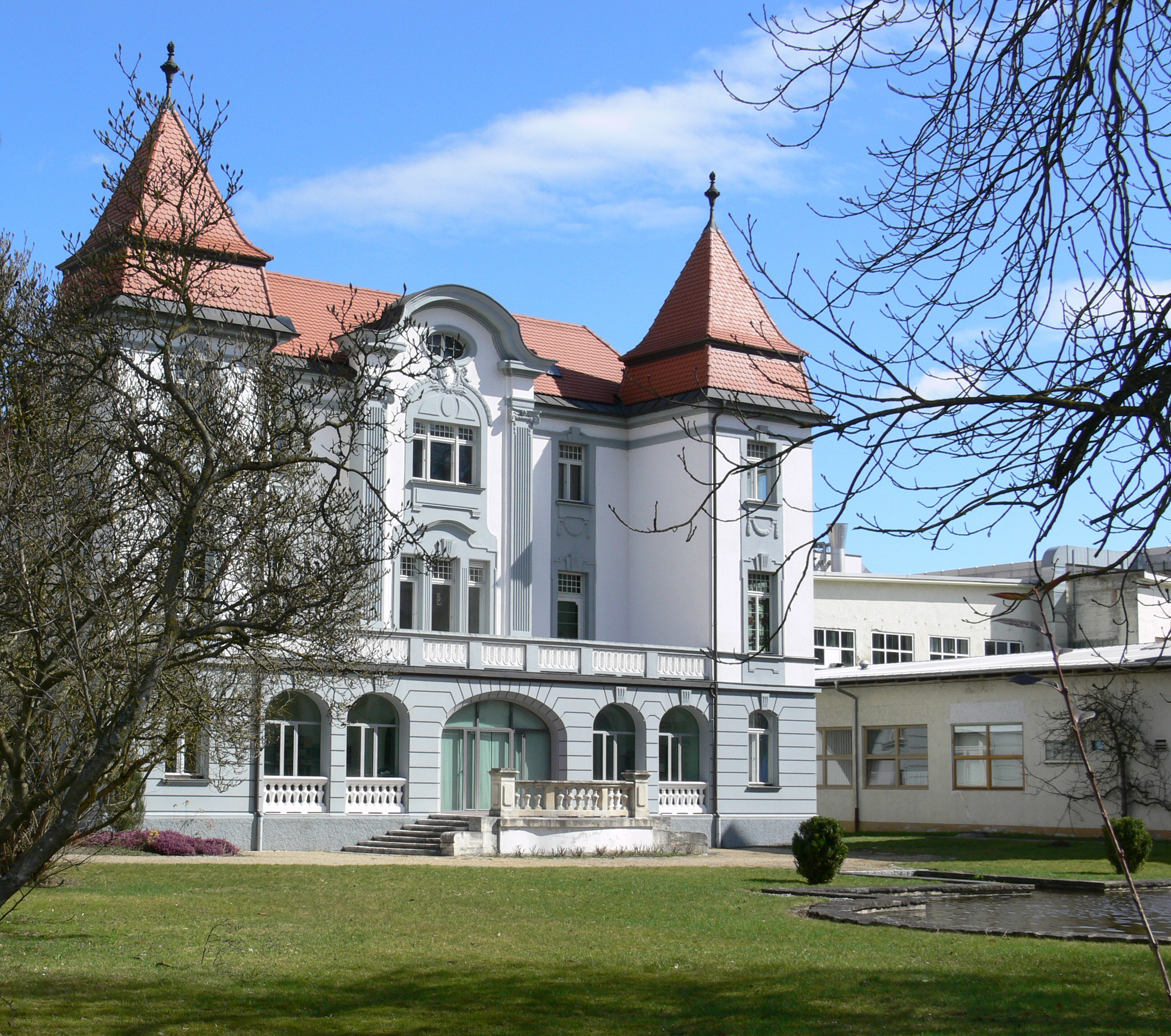
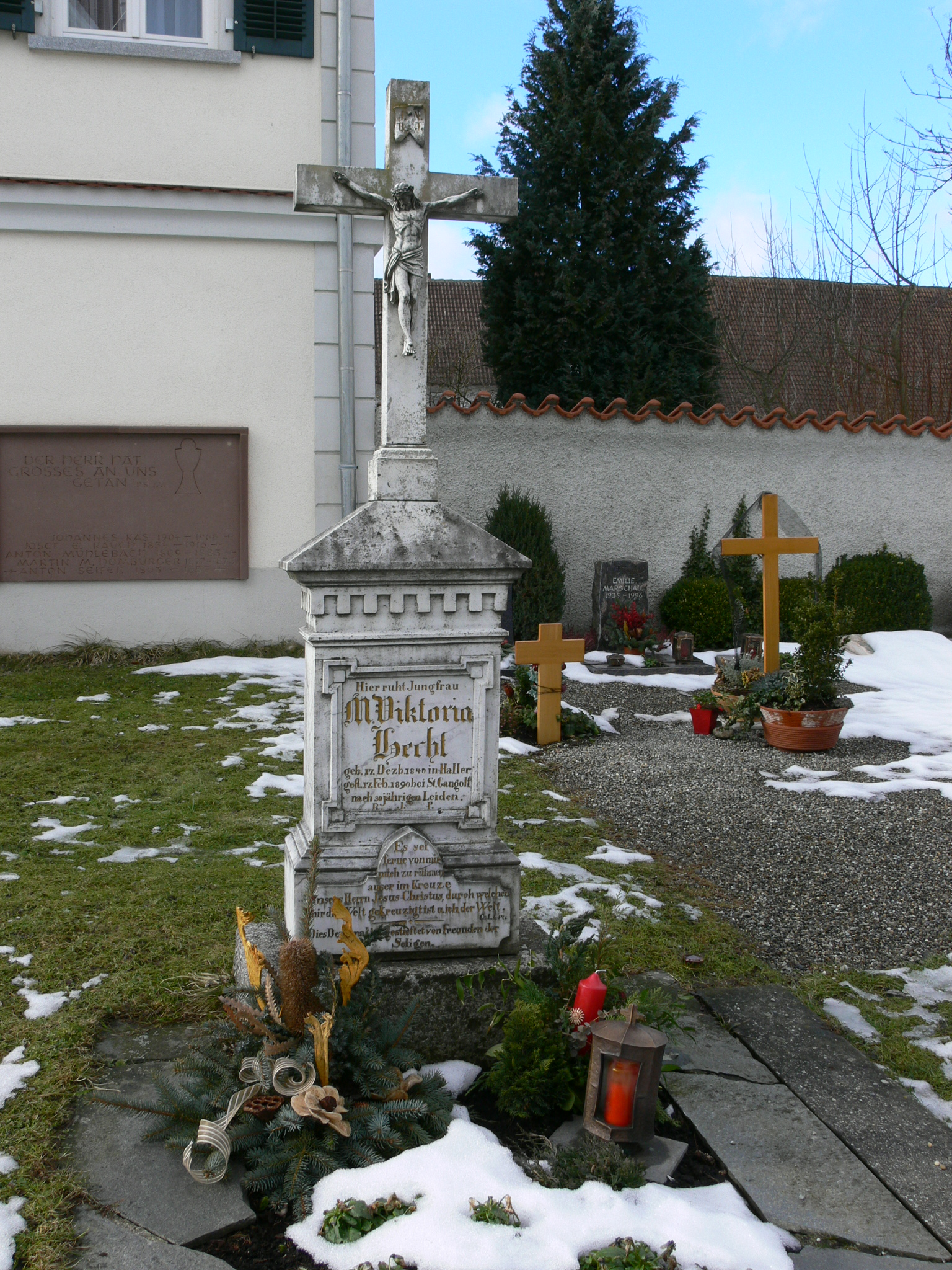